# David Sedley
David Sedley (30 maggio 1947) è un filosofo e storico della filosofia britannico.
Allievo del filosofo e classicista Anthony Arthur Long, dal 2000 al 2014 è stato professore di filosofia antica all'Università di Cambridge nella cattedra intitolata in onore di Perceval Maitland Laurence. È il fratello dell'avvocato sir Stephen Sedley, professore ad Oxford.

## Biografia
Nel 1969 si laureò con lode in Literae Humaniores presso il Trinity College di Oxford. Nel 1974 ricevette un dottorato per un'edizione critica, tradotta e commentata del libro XXVIII dell'opera di Epicuro Sulla natura. 
Nel 1976 fu nominato fellow del Christ College di Cambridge, dove dal 2000 al 2014 fu ordinario di filosofia antica nella cattedra intitolata in onore di Perceval Maitland Laurence.

Inoltre, ha ricoperto incarichi alla Princeton University (dal settembre 1981 al marzo 1982), all'Università della California - Berkeley (nel 1984 e nel 2004), a Yale (nel 1990) e alla Cornell University (nel 2001).
Nel luglio 1994 è stato eletto membro della British Academy.

## Opere
- Oxford Studies in Ancient Philosophy, Volume XXIV, OUP, 2003
- The Ideal of Godlikeness, in Gail Fine (ed.), Plato 2: Ethics, Politics, Religion, and the Soul, Oxford University Press, 1999, pp. 309-328
- The Cambridge Companion to Greek and Roman Philosophy, Cambridge University Press, maggio 2003, DOI 10.1017/CCOL0521772850[5]
- Creationism and Its Critics in Antiquity, 2008, ISBN 9780520260061, OCLC 781258870